# Ronde van Dubai 2017
De vierde editie van de wielerwedstrijd Ronde van Dubai vond in 2017 plaats van 31 januari tot en met 4 februari. De start was in de stad Dubai, de finish bij Dubailand in Dubai. De ronde maakte deel uit van de UCI Asia Tour 2017, in de wedstrijdcategorie 2.HC. De titel werd geprolongeerd door de winnaar van 2016, de Duitser Marcel Kittel.

## Deelnemende ploegen
| WorldTour           | ProContinentaal     | Continentaal | Nationaal team               |
| ------------------- | ------------------- | ------------ | ---------------------------- |
| Astana              | Aqua Blue Sport     | ONE          | Verenigde Arabische Emiraten |
| Bahrain-Merida      | Bardiani-CSF        |              |                              |
| BMC Racing Team     | Novo Nordisk        |              |                              |
| Team Dimension Data | Wilier Selle Italia |              |                              |
| LottoNL-Jumbo       |                     |              |                              |
| Movistar            |                     |              |                              |
| Quick-Step Floors   |                     |              |                              |
| Team Sky            |                     |              |                              |
| Trek-Segafredo      |                     |              |                              |
| UAE Abu Dhabi       |                     |              |                              |

## Etappe-overzicht
In 2017 werd het aantal etappes verhoogd van vier naar vijf etappes. De vierde etappe werd in eerste instantie ingekort vanwege te harde wind en zandstormen, maar na overlag met de renners werd besloten de etappe niet te rijden.
| etappe | datum      | start | finish            | type       | afstand | winnaar         | klassementsleider |
| ------ | ---------- | ----- | ----------------- | ---------- | ------- | --------------- | ----------------- |
| 1e     | 31 januari | Dubai | Palm Jumeirah     | Vlakke rit | 181 km  | Marcel Kittel   | Marcel Kittel     |
| 2e     | 1 februari | Dubai | Ras al-Khaimah    | Vlakke rit | 188 km  | Marcel Kittel   | Marcel Kittel     |
| 3e     | 2 februari | Dubai | Al Aqah           | Vlakke rit | 200 km  | John Degenkolb  | Marcel Kittel     |
| 4e     | 3 februari | Hatta | Hatta Dam         | Heuvelrit  | 109 km  | Etappe afgelast | Etappe afgelast   |
| 5e     | 4 februari | Dubai | Dubai (City Walk) | Vlakke rit | 124 km  | Marcel Kittel   | Marcel Kittel     |

## Klassementenverloop
| Etappe       | Winnaar        | Algemeen klassement · | Puntenklassement · | Jongerenklassement · | Sprintklassement · | Ploegenklassement |
| ------------ | -------------- | --------------------- | ------------------ | -------------------- | ------------------ | ----------------- |
| 1            | Marcel Kittel  | Marcel Kittel         | Marcel Kittel      | Dylan Groenewegen    | Nicola Boem        | UAE Abu Dhabi     |
| 2            | Marcel Kittel  | Marcel Kittel         | Marcel Kittel      | Dylan Groenewegen    | Nicola Boem        | UAE Abu Dhabi     |
| 3            | John Degenkolb | Marcel Kittel         | Marcel Kittel      | Dylan Groenewegen    | Nicola Boem        | UAE Abu Dhabi     |
| 4            | Afgelast       | Marcel Kittel         | Marcel Kittel      | Dylan Groenewegen    | Nicola Boem        | UAE Abu Dhabi     |
| 5            | Marcel Kittel  | Marcel Kittel         | Marcel Kittel      | Dylan Groenewegen    | Nicola Boem        | UAE Abu Dhabi     |
| 0Eindstanden | 0Eindstanden   | Marcel Kittel         | Marcel Kittel      | Dylan Groenewegen    | Nicola Boem        | UAE Abu Dhabi     |

 Ronde van Hainan · 
 Japan Cup · 
 Ronde van Sharjah · 
 Ronde van het Taihu-meer · 
 Ronde van Fuzhou · 
 Ronde van Dubai · 
 Ronde van Oman · 
 Ronde van Langkawi · 
 Ronde van Taiwan · 
 Ronde van Iran · 
 Ronde van Japan · 
 Ronde van Korea · 
 Ronde van het Qinghaimeer · 
 Ronde van China I · 
 Ronde van China II · 
 Ronde van Almaty